# Louis III de Bueil
Pour les articles homonymes, voir Louis de Bueil.
 (mai 2023).
Si vous disposez d'ouvrages ou d'articles de référence ou si vous connaissez des sites web de qualité traitant du thème abordé ici, merci de compléter l'article en donnant les références utiles à sa vérifiabilité et en les liant à la section « Notes et références ».
Louis III de Bueil, mort le 5 février 1447, frère cadet de Jean V, était chevalier, seigneur de Marmande.
De sa liaison avec Guillemette Cochet ou Cochete, suivante d'Anne de Tucé, son épouse depuis 1432, mais après le décès de cette dernière, il eut un fils Jacques, bâtard légitimé par Louis XI en 1462) Il est le géniteur de la branche, masculine, des Bueil-Fontaine.
Il fut pendant un temps capitaine d’écorcheurs, prisonnier des Anglais en Bretagne (1443).
Lors d’une joute le 5 février 1446 au camp de La Molle (place de la Victoire aujourd'hui), à Tours, il meurt transpercé par la lance du bourguignon Jehan Chalons, champion du Roi d’Angleterre, qui se brisa sur sa targe ; il meurt à cinq heures de nuit après avoir arraché le fer et le bois restés fichés dans sa poitrine. Cette joute se déroulait en présence des ambassadeurs du Roi d’Angleterre, d’une part et, de l’autre, du roi Charles VII, de la Reine, du duc d'Anjou, Roi de Sicile, et du duc d’Orléans, Louis, père de Charles, le prince-poète, auteur, entre autres, de Louis XII, avec le concours de Marie de Clèves, et protecteur de François Villon.
Après un service funèbre, grandiose, en la cathédrale de Tours, sa dépouille fut menée à Bueil, en la collégiale, où il gît (ou gisait). À la suite de la Révolution… La tête du gisant est conservée, à Tours, en l'hôtel Goüin). L'escorte, outre sa famille et quelques dignitaires représentant le Roi, l'Église, se composait de ses compagnons d'armes, qui portaient ses armoiries, et de ses hommes d'armes, munis de flambeaux…
Louis avait, pour le moins, mauvaise réputation ; et ce du fait que ses troupes se composaient, généralement, de routiers, d'écorcheurs et autres reîtres du même acabit… Mais, à cette époque, et pour sauver le Roi, la France… de la férule anglaise ?